# أورنج (نمين)
أورنج هي قرية في مقاطعة نمين، إيران. يقدر عدد سكانها بـ 221 نسمة بحسب إحصاء 2016.